# Castillo de Sancho Abarca
El castillo de Sancho Abarca fue un castillo roquero medieval cuyos vestigios se encuentran ubicados en el cabezo del Fraile al sur de las Bardenas Reales, Comunidad Foral de Navarra.  Demolido entre 1512 y 1521.  Sirvió como puesto de vigía y primera defensa del reino de Navarra al estar situado en la muga con el reino Aragón.

## Lugar estratégico
La peña sobre la que estuvo asentado el castillo tiene una altitud de 557 metros lo que la convierte en un lugar privilegiado para vigilar: 
- el valle medio del Ebro que discurre a 250m de altitud
- la falda norte del Moncayo -siendo visible las fortalezas de Ferrera, Peña Redonda
- los pueblos de la ribera navarra  -Buñuel, Cortes, Ribaforada, Fustiñana, Ablitas, Cascante, Cabanillas-
- la ribera alta de Zaragoza (Novillas, Gallur, Pedrola, Mallen, Borja, Magallón)
- las posiciones de la Bardena Negra

La peña está colgada sobre un barranco en su cara sur con una caída vertical y en sus lados este y oeste con una fuerte pendiente de subida en los últimos 100 metros.   En la cara norte, tuvo un foso excavado en la roca de 3m de profundidad. 
Todo ello hicieron de este punto un lugar estratégico en la vigilancia y defensa de la zona.

### Ubicación
Ubicación del cabezo del Fraile:  42°00'12.7"N 1°22'32.6"W

### Castillo fronterizo
Este lugar fue durante casi 4 siglos (del XIII al XVI) lugar de frontera entre los reinos de Navarra y de Aragón por lo que su objetivo principal no pudo ser otro que el  de salvaguardar los intereses y la frontera del reino de Navarra.   Anterior al siglo XII,  no podemos afirmar con certeza si también sirvió de punto estratégico para el control del valle del Ebro.

## Origen de la atayala medieval
El valle medio del Ebro fue durante el periodo islámico lugar fronterizo entre los reinos cristianos del norte y Al Ándalus. Los musulmanes erigieron una línea de torres que vigilaban el tránsito natural hacia Zaragoza (Saraqusta) por el valle del Ebro y por lo tanto, es posible que los orígenes de esta atalaya, tan estratégica para la vigilancia y comunicación, pudiera remontarse a fechas del periodo en el que se organizó la frontera andalusí en la época Omeya.    En año 915, el rey de Pamplona Sancho Garcés I luchó en tierras tudelanas apresando al señor de Tudela, Abdalah ben Muhammad ben Lubb, -por quien pidió rescate- y mató a muchos de sus soldados en las Bardenas. Esto nos indica que estos parajes bardeneros se convirtieron en escenarios de enfrentamientos y, en consecuencia, sería lógico pensar que fue necesario vigilar el movimiento de tropas hacia los núcleos estratégicos (Saraqusta, Tutila, Tarasuna, Siya o Exeia) de la Marca Superior. 

El jesuita José de Moret y Mendi en sus Anales del Reyno (1654) atribuye al monarca navarro Sancho Garcés II, más conocido como Sancho-Abarca, la construcción de esta fortaleza: 
“Por la Celtiberia confinante con Navarra y los antiguos vascones, penetrando por la falda septentrional del monte Cauno, -que llamamos Moncayo- , fueron más fáciles las conquistas y les debió de quedar el nombre del rey, como lo tiene hoy día, del mismo, el castillo que llamamos de Sancho Abarca, que parece sin duda fundado por el rey, por ocasión de esta misma guerra, para fortificar aquella frontera meridional de Navarra en la Bardena, como a doce leguas de Zaragoza y tres de Tudela…”
Pero no es razonable que pudiera ser así, ya que casi todo el valle medio del Ebro era la Marca Superior del califato cordobés y esta fortaleza o torre hubiese quedado como una isla en medio de núcleos andalusíes tan importantes como Zaragoza y Tudela y a sus espaldas,  Ejea.  ¿Una isla lejos del territorio del reino de Pamplona ejerciendo el control visual y estratégico sobre el Ebro?  No sería verosímil.  Más aún, las campañas de Abderramán III en la zona del Ebro se hubieran llevado por delante toda posibilidad de asentamiento cristiano en esta zona.[cita requerida]

El medievalista Antonio Ubieto considera que lo más probable es que fuese levantada siguiendo órdenes de Sancho VII el Fuerte (rey navarro entre 1194 y 1234) con el fin de vigilar a sus vecinos aragoneses y controlar a  los bandidos que se refugiaban en el espacio deshabitado de Bardenas aunque anteriormente hubiese ya una construcción previa:
“Todo hace pensar que la posición de Sancho Abarca se levantó en el s. XII,  sobre la que el rey navarro Sancho el Fuerte construyó un castillo, como lo atestigua el infante Fernando de Aragón”  

También señala:
“ esta denominación está atestiguada en el año 1311, cuando el rey Jaime II pedía a Garracón, gobernador de Navarra, que permitiese hacer en el monte de Sancho Abarca y sacar de ese reino hasta cien docenas de estacas de una madera que no existía en aquellos contornos aragoneses para proteger un cañaveral que había hecho plantar a orillas del rio Ebro junto a Novillas”
Todo ello nos hace concluir que, por ahora y con los datos documentales que se tienen, el castillo de Sancho Abarca fue levantado a inicios del siglo XIII durante el reinado de Sancho VII el Fuerte como castillo fronterizo dentro de la red de castillos y atalayas del sureste del reino de Navarra, en las Bardenas Reales, para guardar la frontera frente al reino de Aragón y proteger de los bandidos a los pastores y sus ganados.[cita requerida]

## El origen del topónimo “Sancho Abarca”
Si no es verosímil que fuese el rey Sancho Garcés II, Sancho-Abarca quien mandase construir este punto defensivo ¿cuál es el origen del nombre de este castillo?
Se podría plantear tres hipótesis posibles: 

#### Tradición oral de la fama de un rey...
Que el rey Sancho Garcés II, Sancho Abarca se hiciese con la atalaya que existía sobre la peña del Fraile en alguna de sus campañas por el Ebro y mantuviese la posición durante un periodo corto pero suficiente como para que su nombre (antrotopónimo) quedara en la tradición oral de los reinos y condados cristianos.

#### Otro "Sancho Abarca"
Urbieto señala a otra persona también llamada Sancho Abarca: es navarro con propiedades en Tudela (se cita la casa de Sancho Abarca en 1158) y ejerce de tenente en Ejea de los Caballeros; aparece de auditor en un testamento en Uncastillo (1163)  y es probable que fuese quien manda construir la torre-atalaya.

#### La hipótesis filológica de las voces “Sancho” y “Abarca”
Según el filólogo Marcelino Cortés, Sancho Abarca en Tauste es un tautotopónimo, relacionado con valle o barranco.

## El Castillo de Sancho Abarca durante el reino de Navarra
Juan P. Esteban Chavarría publicó en 1921, el artículo sobre este castillo en el Boletín de la Comisión de Monumentos Históricos y Artísticos de Navarra,  vinculándolo a las jurisdicción de la villa de Fustiñana y al papel importante que jugó en la defensa de la frontera del reino navarro con Aragón:
“…las históricas ruinas que circundan la cúspide (del cabezo) y adornan sus faldas como recuerdo del castillo de Sancho Abarca que en la cumbre defendió gloriosamente la enseña de Navarra durante muchas centurias…
…Situado en la Bardena Real de Navarra, no lejos de la frontera de Aragón y sujeto desde inmemoriales tiempos a la jurisdicción gubernativa de la villa de Fustiñana, de la cual dista (si no calculo mal), de dos a tres leguas de mal camino, el cabezo del Fraile es un monte escabroso
Aun así, el castillo de Sancho Abarca, según el estudio arqueológico de Iñaki Sagredo,  tenía una longitud de 70 metros por 15 de anchura sobre la cual se levantó el muro barbacana con  torres defensivas, algunas de ellas como atalayas,  el torreón que superaba en altura al muro (en piedra de sillería), bodega, casa principal, iglesia, cuadras, y cobertizos. Se excavó en la roca de la peña un foso de unos 3 metros de profundidad dividiendo la plana en dos para reducir el espacio defensivo.
Bajo la planicie que es de roca caliza blanca se excavó el aljibe (aljub) y otras dependencias necesarias para la supervivencia, así como una estancia que sirvió de cárcel   A modo de curiosidad en el Libro de Comptos de 1362 señala quienes se encontraban en ese momento en la cárcel del castillo.
Mantuvo en tiempos de paz una guarnición de media docena de hombres armados de ballestas y venablos, llegando hasta 50 en los tiempos de conflicto.   Junto con las torres defensivas del Aguilar, la Estaca, Sanchico Rota, Puy Águila, Peñaflor,  y Mirapeix forma parte de la red de atalayas bardeneras que defendieron la frontera del reino del poderoso y creciente reino de Aragón, así como también de los grupos de atracadores  y bandidos que aprovechando la frontera y los barrancos extorsionaban cualquier actividad económica que pudiera realizarse en la zona: ganadería (carne y lana), madera, trashumancia…

### SigloXIII
En 1220 Sancho VII el Fuerte construye y dota la guarnición.
| Año  | Alcaide               |
| ---- | --------------------- |
| 1259 | Martín Gil de Falces  |
| 1266 | García Ortiz          |
| 1277 | Pedro Ximenez de Rada |
| 1290 | Lope Álvarez de Rada  |

### SigloXIV
| Año  | Alcaide            |
| ---- | ------------------ |
| 1310 | Aznar Iñiguez      |
| 1328 | Mateo Sallent      |
| 1338 | Remón de Mauleón   |
| 1360 | Oier de Mauleón    |
| 1360 | Martin Paulet      |
| 1367 | Martín Cajal       |
| 1387 | Bibiot de Agramont |
| 1398 | Rodrigo de Falces  |

### SigloXV
| Año  | Alcaide                   |
| ---- | ------------------------- |
| 1403 | Pero Martínez Cajal       |
| 1430 | Pero Ximénez Navarro      |
| 1439 | García López de Caparroso |
| 1451 | Esteban de Villava        |
| 1452 | Juan de Aguirre           |
| 1494 | Pedro de Carcastillo      |

### SigloXVI
Martinena hace referencia a un documento datado en 1515 donde se indica el estado de abandono de los castillos bardeneros tres años después de hacerse Fernando el Católico con el viejo reyno:
«Asimismo aliamos que en las dichas Bardenas Reales tenía el Rey castillos y alcaydes en ellos, en guarda y conservación de las dichas Bardenas Reales, assí para los lugares circunvezinos del Regno de Aragón como para los circunbezinos del Regno de Nauarra; y porque los castillos que abía son estos siguientes: Sanchavarqua y del Aguilar, y de Penyarredonda, y del Estaqua, y de Penyaflor y de Mirapex, y de presente están sin alcaydes y las Vardenas sin poblado ni moradores algunos y amojonan con Taust, Exea y Sadaua, que son del Reyno de Aragón, y con los otros lugares del Reyno circunvezinos...» 
Aunque desde 1512 ya se abandonó la custodia del castillo, parece que la demolición fue ejecutada a partir de 1516.[cita requerida]

## Mitos y leyendas del Castillo de Sancho Abarca

### Las leyendas navarras

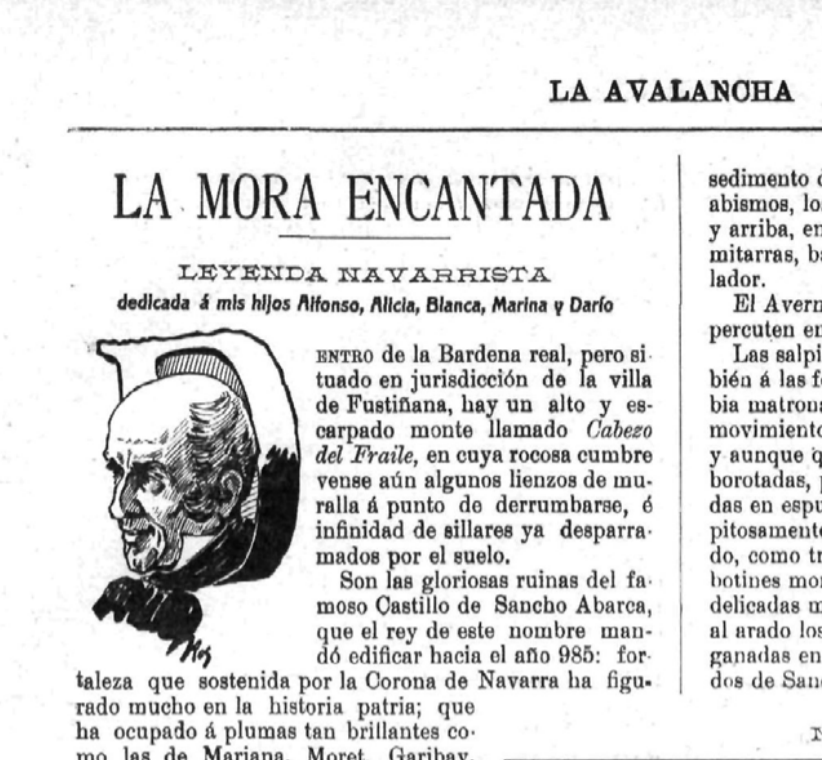
La mora encantada de J P. Esteban Chavarría en La Avalancha de mayor de 1911

En torno a este castillo existe una tradición o leyenda transmitida de padres a hijos durante muchas generaciones.  Cuenta que los árabes cavaron, en el interior de la peña en la que se asienta el castillo, una cueva, y tras ella construyeron un túnel o pasadizo que comunicaba con las orillas del Ebro. Continúa la leyenda narrando que en el tiempo en que los árabes estaban trabajando a pico y pala para excavar el pasadizo, una mora llegó hasta el mismo lugar de trabajo y que por ver a los trabajadores ligeros de ropa, con las espaldas al aire, quedó encantada y petrificada. Los cristianos que con el correr del tiempo reconquistaron el castillo, jamás osaron traspasar el obscuro pasadizo, y tantas veces lo intentaron, tantas veces se les apagaban las llamas de sus iluminaciones... Hasta aquí la leyenda...
Juan P. Esteban Chavarría publicó en 1911 en la revista "La Avalancha" un cuento titulado La mora encantada  basándose en este relato o leyenda, aunque como escritor aprovechó su imaginación para darle una versión propia y personificó los males del reino de Navarra en este personaje condenado a vivir oculto entre los pasadizos del viejo castillo de Sancho Abarca.

### Las leyendas aragonesas
El castillo de Sancho Abarca se encuentra en la muga de Navarra con Aragón por lo que las leyendas en torno al viejo castillo abandonado y derruido se han ido generando y transmitiendo más allá de las fronteras políticas en uno y otro reino.   Cercano a la peña del Fraile está la villa zaragozana de Tauste.  
Ramón J. Sender (n.1901) vivió de niño en Tauste (1911), puesto que su padre fue secretario del ayuntamiento , y dejó reflejado en sus obras literarias algunas tradiciones orales que escuchó de niño en esta villa zaragozana.   Una de estas leyendas hace referencia a los “pasadizos” del Castillo de Sancho Abarca situado en la Peña del Fraile. En su novela Crónica del Alba, el niño Pepe Garcés (alter ego del autor) se encuentra con un pastor que le cuenta la historia mítica del castillo del rey Sancho Abarca y le habla de la existencia de una red de túneles misteriosos donde a los pocos días entrará y se perderá confundido por una “visión” de caballeros medievales; rescatado por su amor platónico, su vecina y compañera Valentina, Pepe Garcés vuelve a la realidad saliendo de las cuevas del castillo.  En una mezcla de ficción y realidad,  el novelista narra como Pepe Garcés, su padre y un guarda rural van a encontrar innumerables sepulturas, esqueletos, pergaminos, recipientes con monedas...